# Nuoto ai Giochi della XXX Olimpiade - 400 metri stile libero maschili
La gara dei 400 metri stile libero maschili dei Giochi della XXX Olimpiade si è svolta il 28 luglio 2012. Hanno partecipato 28 atleti.
La gara è stata vinta dal cinese Sun Yang con il tempo di 3'40"24, nuovo record olimpico e asiatico. L'argento e il bronzo sono andati rispettivamente a Park Tae-Hwan e a Peter Vanderkaay.

## Programma
| Data           | Ora (BST/UTC+1) | Turno    |
| -------------- | --------------- | -------- |
| 28 luglio 2012 | 10:52           | Batterie |
| 28 luglio 2012 | 19:51           | Finale   |

## Record
Prima della competizione, i record olimpici e mondiali erano i seguenti:
| Record mondiale | 3'40"07 | Paul Biedermann Germania | 26 luglio 2009 Roma, Italia         |
| Record olimpico | 3'40"59 | Ian Thorpe Australia     | 16 settembre 2000 Sydney, Australia |

Durante l'evento è stato migliorato il seguente record:
| Data      | Evento | Atleta   | Nazione | Tempo   | Record          |
| --------- | ------ | -------- | ------- | ------- | --------------- |
| 28 luglio | Finale | Sun Yang | Cina    | 3'40"14 | Record olimpico |

## Risultati

### Batterie
| Pos. | Atleta                   | Nazionalità   | Tempo   | Batt. | Corsia | Note |
| ---- | ------------------------ | ------------- | ------- | ----- | ------ | ---- |
| 1    | Sun Yang                 | Cina          | 3'45"07 | 4     | 4      | Q    |
| 2    | Peter Vanderkaay         | Stati Uniti   | 3'45"80 | 4     | 5      | Q    |
| 3    | Conor Dwyer              | Stati Uniti   | 3'46"24 | 4     | 7      | Q    |
| 4    | Park Tae-Hwan            | Corea del Sud | 3'46"68 | 3     | 4      | Q    |
| 5    | Gergő Kis                | Ungheria      | 3'46"77 | 3     | 2      | Q    |
| 6    | Hao Yun                  | Cina          | 3'46"88 | 4     | 3      | Q    |
| 7    | Ryan Napoleon            | Australia     | 3'47"01 | 3     | 5      | Q    |
| 8    | David Carry              | Gran Bretagna | 3'47"25 | 3     | 6      | Q    |
| 9    | Ryan Cochrane            | Canada        | 3'47"26 | 2     | 5      |      |
| 10   | Pál Joensen              | Danimarca     | 3'47"36 | 4     | 6      |      |
| 11   | Robert Renwick           | Gran Bretagna | 3'47"44 | 2     | 3      |      |
| 12   | Mads Glæsner             | Danimarca     | 3'48"27 | 2     | 6      |      |
| 13   | Paul Biedermann          | Germania      | 3'48"50 | 2     | 4      |      |
| 14   | David McKeon             | Australia     | 3'48"57 | 3     | 3      |      |
| 15   | Matthew Stanley          | Nuova Zelanda | 3'49"44 | 2     | 2      |      |
| 16   | Cristian Quintero Valero | Venezuela     | 3'50"44 | 4     | 8      |      |
| 17   | Serhij Frolov            | Ucraina       | 3'50"63 | 3     | 1      |      |
| 18   | Samuel Pizzetti          | Italia        | 3'50"93 | 4     | 2      |      |
| 19   | Dominik Meichtry         | Svizzera      | 3'51"34 | 4     | 1      |      |
| 20   | Egor Degtjarëv           | Russia        | 3'52"33 | 2     | 7      |      |
| 21   | Mateusz Sawrymowicz      | Polonia       | 3'53"33 | 1     | 4      |      |
| 22   | Matias Koski             | Finlandia     | 3'54"96 | 3     | 8      |      |
| 23   | Đorđe Marković           | Serbia        | 3'55"35 | 2     | 8      |      |
| 24   | Juan Martin Pereyra      | Argentina     | 3'56"76 | 2     | 1      |      |
| 25   | Heerden Herman           | Sudafrica     | 3'57"28 | 3     | 7      |      |
| 26   | Mateo de Angulo Velasco  | Colombia      | 3'57"76 | 1     | 5      |      |
| 27   | Ahmed Gebrel             | Palestina     | 4'08"51 | 1     | 6      |      |
| 28   | Allan Gutierrez Castro   | Honduras      | 4'09"10 | 1     | 3      |      |

### Finale
| Pos.    | Atleta           | Nazionalità   | Tempo   | Corsia | Note                              |
| ------- | ---------------- | ------------- | ------- | ------ | --------------------------------- |
| Oro     | Sun Yang         | Cina          | 3'40"14 | 4      | Record olimpico · Record asiatico |
| Argento | Park Tae-Hwan    | Corea del Sud | 3'42"06 | 6      |                                   |
| Bronzo  | Peter Vanderkaay | Stati Uniti   | 3'44"69 | 5      |                                   |
| 4       | Hao Yun          | Cina          | 3'46"02 | 7      |                                   |
| 5       | Conor Dwyer      | Stati Uniti   | 3'46"39 | 3      |                                   |
| 6       | Gergő Kis        | Ungheria      | 3'47"03 | 2      |                                   |
| 7       | David Carry      | Gran Bretagna | 3'48"62 | 8      |                                   |
| 8       | Ryan Napoleon    | Australia     | 3'49"25 | 1      |                                   |